# École des transmissions
 (février 2024).
L'École des transmissions (ETRS), anciennement École supérieure et d'application des transmissions (ESAT), est une école militaire à vocation technique. Située sur le campus de Rennes - Beaulieu, sur la commune de Cesson-Sévigné, elle est ouverte aux personnels du ministère français des Armées et d'autres pays.
Elle fait partie du commandement des systèmes d'information et de communication dont elle constitue la division formation. L’école assure la formation de tous les spécialistes SIC, cyber et guerre électronique. C’est également la maison mère des Transmissions, le général commandant l’école étant le père de l’arme des Transmissions.
L’ETRS est le pôle de compétence unique de l’armée de Terre pour la formation de ses cadres, civils et militaires, appelés à servir dans le domaine des systèmes d’information et de communication (SIC), de la cyber et de la guerre électronique (GE).
Elle concourt également, dans ces domaines, à la formation du personnel civil et militaire de l’armée de l’air et de l'espace, de la Marine, de la DIRISI et d’autres services ou organismes du ministère des Armées, voire d’autres ministères (Intérieur notamment).
Avec plus de 300 stages planifiés, l’école forme environ 3 000 stagiaires par an.
L'ex-ESAT est née du regroupement des écoles des transmissions existantes en 1994. Elle a été formée à partir de :
- l'école supérieure d'électronique de l'armée de terre (ESEAT) sur le même site à Cesson-Sévigné ;
- l'école d'application des transmissions (EAT) venant de Montargis et remplacée par une école de Gendarmerie ;
- l'école des sous-officiers d'active des transmissions (ESOAT) venant d'Agen et remplacée par le 48e régiment de transmissions.

L'école a pris son nom actuel le 1er août 2009.

## Les commandants de l'école
- 2007 - 2009 : général Dominique Royal
- 2009 - 2012 : général Dominique Lefeuvre
- 2012 - 2015 : général Yves-Tristan Boissan
- 2015 - 2016 : général Serge Maurice
- 2016 - 2018 : général Stéphane Adloff
- 2018 - 2020 : général Olivier Serra
- 2020 - 2021 : général Norbert Chassang[2]
- 2021 - : général Jacques Eyharts[1]